# Стикин
Стикин (на английски: Stikine River) е река в Канада (провинция Британска Колумбия) и САЩ (щат Аляска).
Дължината ѝ от 539 км ѝ отрежда 61-во място сред реките на Канада. Най-долните, 42 км от реката са на територията на САЩ, щата Аляска.
Изворите на реката се намират на платото Спатсизи, на около 1670 м н.в., на 57°13′37″ с. ш. 128°17′41″ з. д. / 57.226944° с. ш. 128.294722° з. д., недалеч от изворите на река Скина. В най-горната си част реката тече на изток, след това на север, северозапад, запад и югозапад, като описва огромна дъга и се влива чрез делта в Тихия океан на 56°33′50″ с. ш. 132°24′16″ з. д. / 56.563889° с. ш. 132.404444° з. д., северно от град Врангел, щата Аляска, срещу остров Митков. Последните 42 км от течението на реката са на американска територия.
Нагоре от индианското селище Телеграф Крийк, на 210 км от устието ѝ, до което реката е плавателна, започва знаменитият 75-километров Голям Каньон на река Стикин, дълбок на места до 300 м. До настоящия момент е преминат с лодки едва от 50 смелчаци, а много други авантюристи са намерили смъртта си в бурните води на реката в района на каньона.
Площта на водосборния басейн на реката е 51 600 km2, като 49 800 km2 от тях са на територията на Канада, а останалите 1800 km2 – на територията на щата Аляска. Многогодишният среден дебит в устието на реката е 1580 m3/s, като пълноводието ѝ е през пролетно-летния сезон (май-септември), а маловодието – през зимата (януари-февруари). В река Стикин се вливат няколко десетки реки, най-големите от които са: Туя – десен приток и Искут (195 км) – ляв приток.
През 1824 г. горното течение на реката е открито от Самюъл Блек (около 1780 – 1840), служител на компанията „Хъдсън Бей“, търгуваща с ценни животински кожи.
В началото на 1830-те години делтата на реката е открито от руския военен моряк Дионисий Фьодорович Зарембо (1797-неизв.), който изследва тези райони от Руска Америка по поръчение на Фердинанд Врангел, управител на колонията по това време (1829 – 1835).
Останолото течение на Стикин, в т.ч. и Големият ѝ каньон е открито и картирано през 1838 г. от Робърт Кемпбъл, изследващ по искане на компанията „Хъдсън Бей“ възможностите за пряк воден път до Тихия океан.
През 1897 г. американският натуралист Джон Мюр (1838 – 1914) извършва детайлни изследвания в басейна на реката, като описва и картира цялото ѝ течение и над 300 ледника, спускащи се в нея.
Същата и следващата година реката масово се използва като пряк път от хиляди златотърсачи, насочили се към златоносните раойни на Канада по време на „Голямата златна треска“.
Наименованието на реката произхожда от местния индиански топоним Shtax' Héen, който може да се преведе като „мътна“ или „мъглива река“ (заради огромното количество хайвер, хвърлян от милионите сьомги навлизащи нагоре по реката в периода на размножаването си) или като „горчива вода“ (поради дълбокото проникване на океанския прилив нагоре по течението на реката).